# 中山门 (南京)

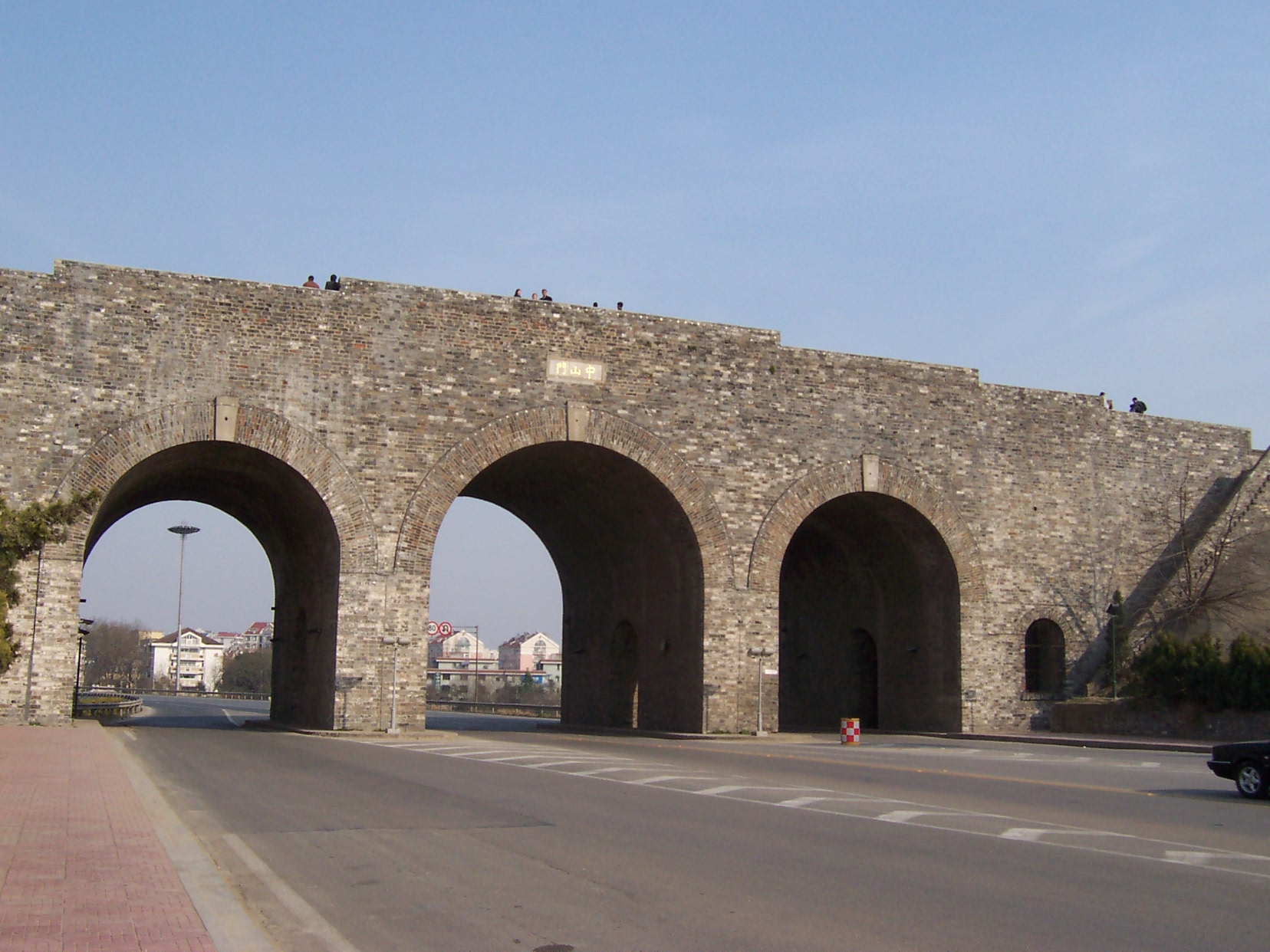
中山门城内一侧

中山门是南京城最东面的一座城门，1931年将原南京明城墙内城城门朝阳门改建而成。1366年，朱元璋在原金陵城基础上向东、北两面扩建新城，新城的东门即朝阳门，是一座单孔券门。明代朝阳门是连接城内的宫城和城外明孝陵的通道，平时并不开放。清代同治四年，在朝阳门外增筑一道外城。太平天国和曾国藩的湘军曾经多次在朝阳门激战，辛亥革命时江浙联军从这座城门攻进南京城。1929年，孙中山遗体奉安中山陵之前，南京市将距离中山陵最近，且是灵榇必经之处的朝阳门改名为中山门。1931年，为了在东郊中央体育场举行的第五届全国运动大会的交通方便，南京市工务局将旧中山门及瓮城拆除，门基挖低降坡，在原址偏北处另建三孔券门，即现中山门。

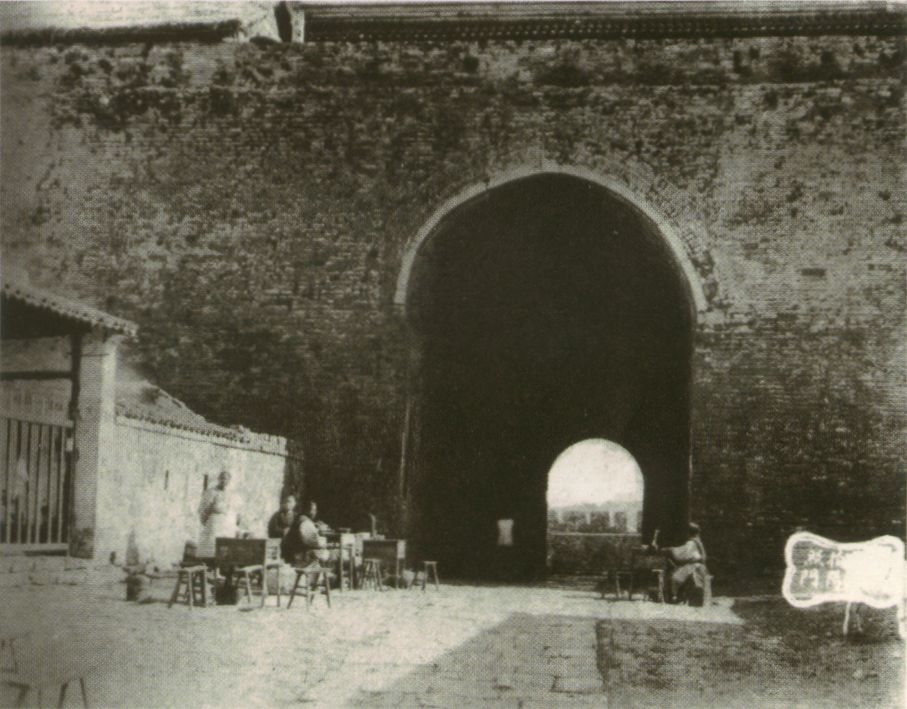
1888年的朝阳门为单孔券门

中山门是连接南京城与东郊的重要通道。1996年，在城门下方两侧开辟全长1600米的双线行车隧道，城门则作为沪宁高速公路进入南京城的入口。由于历经战火和隧道施工的影响，中山门墙体的塌陷、渗水现象越来越严重。2003年，作为南京明城墙申报世界文化遗产的准备工作，南京市政府对中山门进行了整修。整修工程清除了墙体内的约3000立方米填土，减轻自重约5000吨，并浇筑钢筋混凝土空箱置于城墙内部以起到支撑和连接的作用。并将已经严重倾斜的部分城墙拆除重砌。
中山门内有南京博物院。门外原有宽阔的护城河一直向南延伸。因沪宁高速公路建设及沿湖房地产开发，原来的水面大大缩小，并被命名为“月牙湖”。